# Hans Toll
Hans Gustaf Toll, född den 23 maj 1865 i Harlösa församling, Malmöhus län, död den 12 december 1950 i Stockholm, var en svensk godsägare och hovman. 
Toll avlade kansliexamen vid Lunds universitet 1888. Han var attaché i Köpenhamn, Berlin och Paris 1888–1891 samt andre sekreterare i utrikesdepartementet 1892–1893. Toll blev kammarherre 1904. Han var ordenshistoriograf 1924–1937.
Hans Toll lät uppföra Hjularöds slott 1894–1897. Han var son till ryttmästaren Axel Toll (1829–1882) och Marie-Louise Wernstedt (1840–1925).

## Utmärkelser
- Gustaf V:s jubileumsminnestecken II
- Gustaf V:s jubileumsminnestecken
- Kommendör av Nordstjärneorden, andra klass
- Riddare av Johanniterorden i Sverige
- Riddare av preussiska Kronorden, tredje klass